# Северозападен окръг
Северозападна област (на английски: North-West District) на Ботсвана е с площ 109 130 квадратни километра и население 174 800 души (по изчисления за август 2018 г.). Областта граничи с Намибия на север и запад, със Зимбабве на изток и има малка граница със Замбия. Столицата на севрозападната област е град Маун – петият по големина в Ботсвана. Разделена е на 4 подобласти – Чобе, Делта, Нгамиланд север и Нгамиланд юг. На територията на северозападната област е разположена прочутата делта на река Окаванго.